# Симметрия цветка

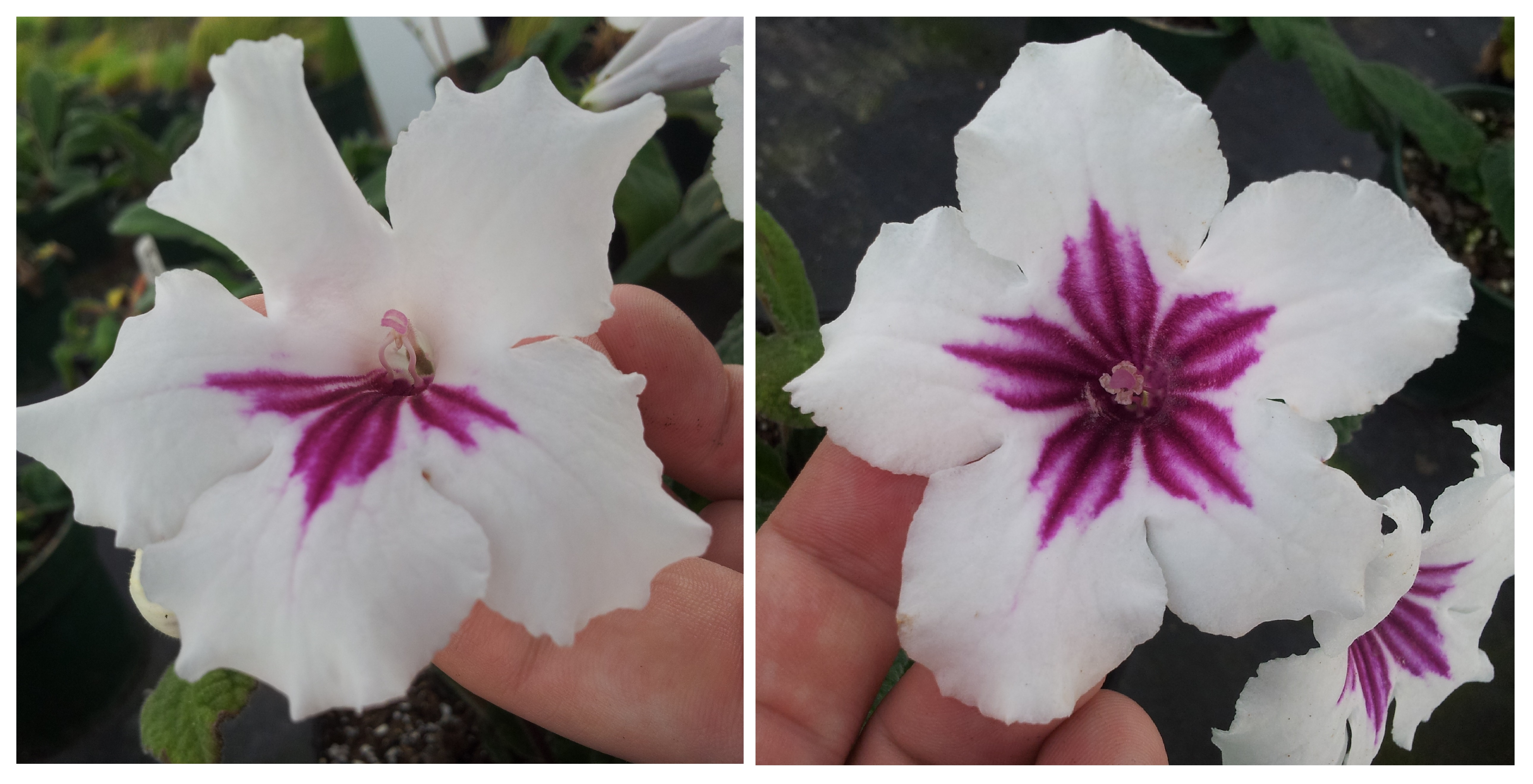
Слева — нормальный цветок стрептокарпуса (зигоморфный, или зеркально-симметричный), справа — пелорический (радиально симметричный) цветок того же растения

Симметрия цветка — геометрическая характеристика цветков растений. Цветки могут как обладать симметрией различных типов, так и не обладать ей.

## Актиноморфные цветки

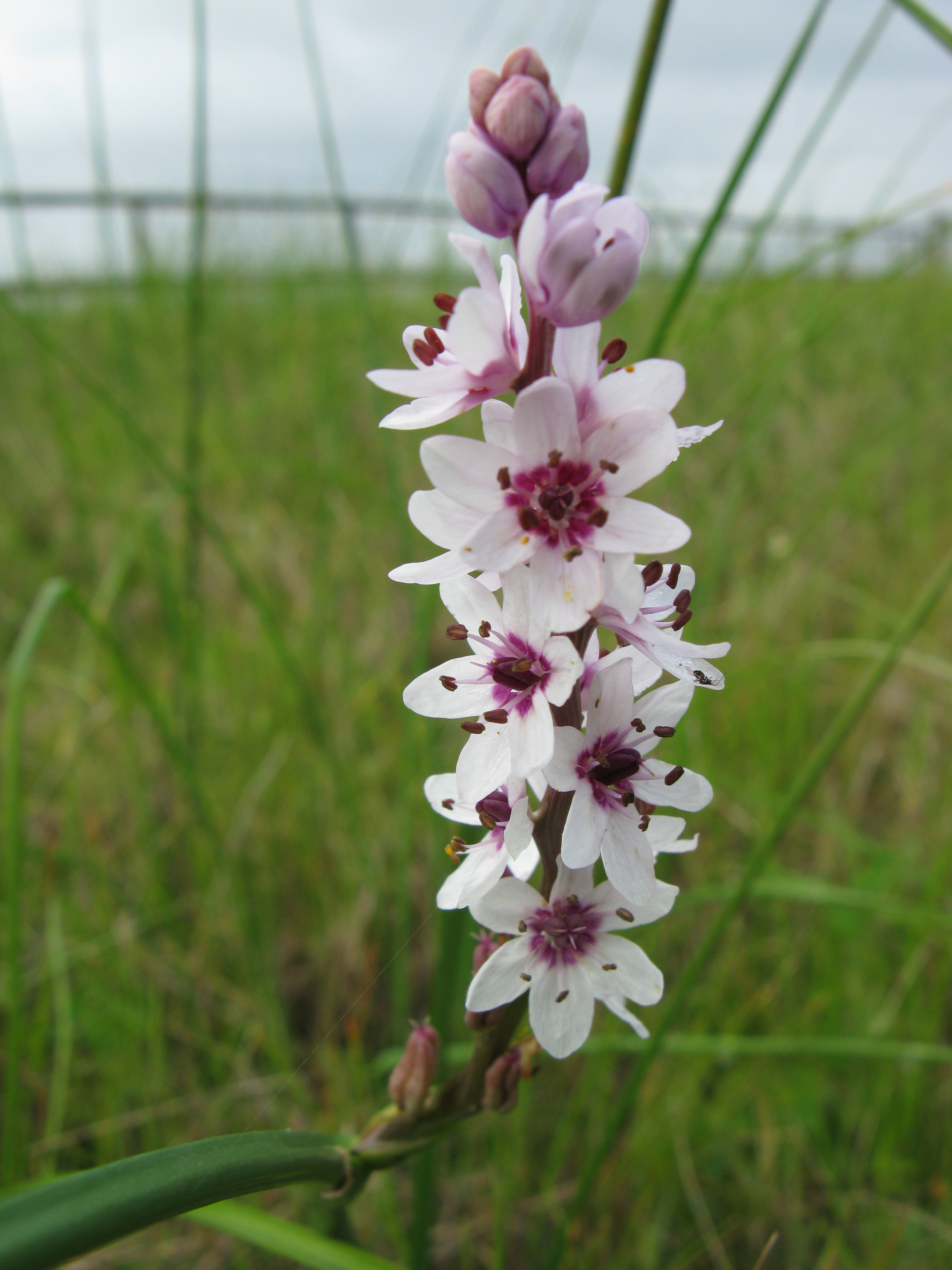
Листочки околоцветника Wurmbea stricta в актиноморфном расположении

В природе чаще всего встречаются растения с актиноморфными цветками (от греч. ἀκτίς — луч и μορφή — форма), их называют также радиально-симметричными или правильными цветками. Такие цветки можно разделить на 3 или более идентичных сектора, которые могут замещать друг друга при вращении вокруг оси симметрии, которая проходит через центр цветка. Обычно каждый такой сектор содержит один листочек околоцветника или один лепесток и один чашелистик. Актиноморфные цветки, как правило, имеют не менее двух плоскостей симметрии, проведённых вертикально через центр цветка и делящих его на две равные половины, но есть и исключения, например, цветки олеандра не имеют плоскостей симметрии. Примеры актиноморфных цветков — лилия (Lilium, Liliaceae), лютик (Ranunculus, Ranunculaceae) и другие.

## Зигоморфные цветки

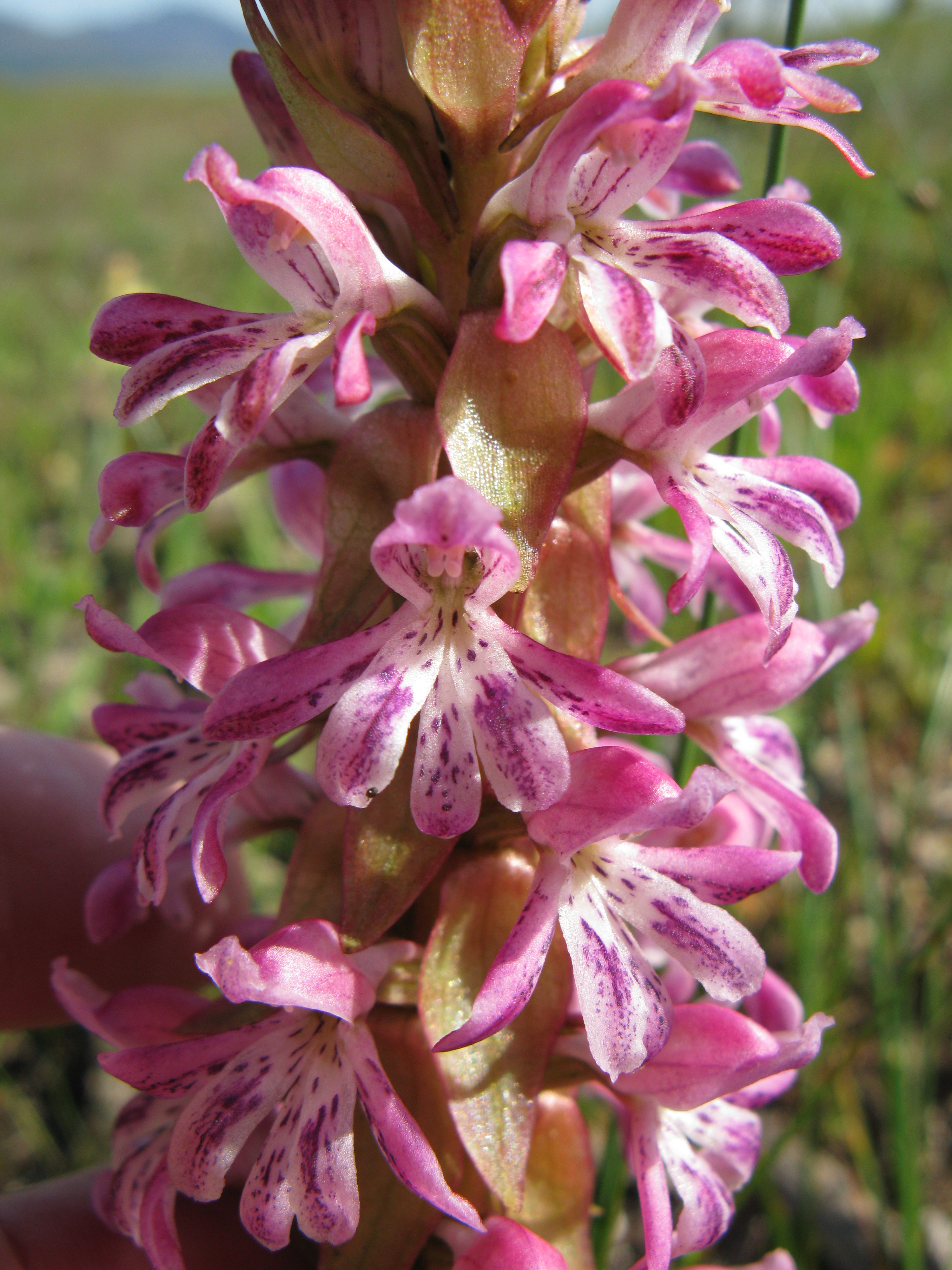
Satyrium carneum, наземная орхидея с типичной зигоморфной анатомией цветка

Зигоморфные («в форме ярма», «двусторонний» — от греч. Ζυγόν — ярмо и μορφή — форма) цветки отличаются тем, что могут быть разделены только одной плоскостью на две зеркальные половины, что похоже на ярмо или человеческое лицо. Примерами являются орхидеи и цветки большинства представителей ясноткоцветных (например, норичниковые и геснериевые). Некоторые авторы для описания данного типа цветков используют термины «моносимметрия» или «двусторонняя симметрия». Такая форма цветков повышает специфичность и надежность опыления. Поскольку пыльца даного типа цветков попадает на определённые части тела насекомых-опылителей, это может приводить к появлению новых видов растений.

## Асимметричные цветки
У некоторых видов растений цветки лишены какой-либо симметрии (то есть через их центр нельзя провести ни одной плоскости симметрии). Примеры: кентрантус красный (Centranthus ruber) и канна индийская.

## Различия
Наличие актиноморфных цветков считается исходным признаком для покрытосеменных; у зигоморфных цветков венчики имеют особую форму, которая нередко является морфологическим признаком вида или рода (а иногда даже и семейства).
Некоторые кажущиеся актиноморфными цветки, например, у маргариток, одуванчиков (астровые) и большинства видов Protea на самом деле представляют собой группы крошечных (не обязательно актиноморфных) цветков, расположенных в соцветиях радиально-симметричной формы, известных как антодий.

## Пелоризм

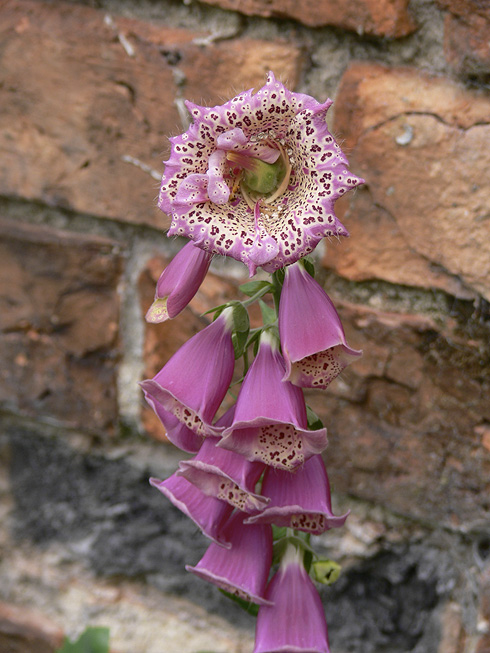
Наперстянка пурпурная с пелорическим верхушечным цветком и нормальными зигоморфными цветками

Пелорические цветки — аномалия в виде образования актиноморфных цветков у видов, для которых характерны зигоморфные цветки. Появление таких аномалий может быть следствием как генетических, так и негенетических нарушений хода развития растений. Например, ген CYCLOIDEA отвечает за симметрию цветков, и при мутации этого гена были получены растения пелорического львиного зева. Многие сорта синнингии красивой («глоксинии») также были выведены с получением пелорических цветков, поскольку они крупнее и ярче, чем обычно зигоморфные цветки этого вида.
Чарлз Дарвин, изучая наследование характеристик цветков для своей работы «Изменение животных и растений в домашнем состоянии» (1868), исследовал пелоризм львиного зева. Более поздние исследования с использованием наперстянки пурпурной показали, что результаты Дарвина в значительной степени соответствовали теории Г. Менделя.

## Группы симметрии
Если рассматривать только единичные цветки, можно выделить сравнительно небольшое количество 2D-групп симметрии. Однодольные растения можно идентифицировать по их трёхчленным околоцветникам, таким образом, однодольные часто имеют вращательную симметрию 3-го порядка. Если цветок также имеет 3 плоскости зеркальной симметрии, группа, к которой он принадлежит, является диэдральной группой D3. Если же он не имеет 3 плоскостей зеркальной симметрии, то принадлежит циклической группе C3. Эвдикоты с четырёхчленными или пятичленными цветками могут иметь вращательную симметрию 4-го или 5-го порядка. Наличие у этих цветков зеркальных плоскостей определяет, принадлежат ли они к диэдральным (D4 и D5) или циклическим группам (C4 или C5). Чашелистики цветков некоторых однодольных правильно чередуются с лепестками; внешнее строение таких цветков имеет вращательную симметрию 6-го порядка и принадлежит либо к группе симметрии D6, либо к C6, однако симметрия цветков редко бывает идеальной.